# هلبة كبريت الينابيع الحارة
هلبة كبريت الينابيع الحارة (الاسم العلمي:Thiothrix caldifontis) هي نوع من البكتيريا تتبع جنس هلبة الكبريت من فصيلة هلبات الكبريت.